# John Costello (baseball)
Pour les articles homonymes, voir John Costello.
John Reilly Costello (né le 24 décembre 1960 dans le Bronx, New York, États-Unis) est un lanceur de relève droitier de baseball ayant joué dans les Ligues majeures de 1988 à 1991 avec les Cardinals de Saint-Louis, les Expos de Montréal et les Padres de San Diego.

## Carrière
John Costello est repêché au 24e tour de sélection par les Cardinals de Saint-Louis en juin 1983. Il fait ses débuts dans le baseball majeur avec cette équipe le 2 juin 1988 contre les Phillies, à Philadelphie, et remporte à ce premier match sa première victoire. Il sera le seul lanceur de relève des Cardinals à avoir cette chance jusqu'à Nick Greenwood en juin 2014. 
À sa saison recrue pour Saint-Louis, Costello présente une excellente moyenne de points mérités de 1,81 en 49 manches et deux tiers lancées, avec 5 victoires, deux défaites et un sauvetage en 36 matchs. L'année suivante, il est employé dans 48 rencontres et lance 62 manches et un tiers. Sa fiche victoires-défaites est de 5-4 avec 3 sauvetages et un record personnel de 40 retraits sur des prises. Il amorce la saison 1990 avec les Cardinals avant d'être échangé aux Expos de Montréal le 23 avril en retour du joueur d'utilité Rex Hudler. Il ne lance que 6 manches et un tiers en 4 matchs pour Montréal, avant d'être cédé aux Padres de San Diego contre un joueur de ligues mineures. Il y complète sa carrière avec une saison de 35 manches lancées en 27 parties jouées en 1991, au cours de laquelle il remet une moyenne de 3,09 points mérités par partie et remporte une victoire.
En 119 matchs dans les majeures, le releveur Costello a lancé 157 manches et deux tiers. Sa moyenne de points mérités se chiffre à 2,97 avec 11 victoires, 6 défaites, 104 retraits sur des prises et 4 sauvetages. 